# 霍氏烏䲁
霍氏烏䲁（學名：Atrosalarias hosokawai），為輻鰭魚綱鳚形目䲁科烏䲁屬的一種，分布於西太平洋日本到巴布亞新幾內亞海域，深度10至20公尺，本魚體長橢圓形，稍側扁，頭鈍短，具鼻鬚、眶上鬚及頸鬚，上下唇具鋸齒緣，背鰭與尾柄以鰭膜相連，臀鰭不與尾柄相連，體色以奶油色至黃色為底色，上面有黑色和棕色斑點的雜色圖案，背鰭硬棘10枚、背鰭軟條20-21枚、臀鰭硬棘2枚、臀鰭軟條20-21枚，體長可達7.4公分，棲息在沿海河口、水淺的海灣、珊瑚礁區，通常躲在死珊瑚洞穴，以藻類為食，具領域性，雌魚產附著性卵，雄魚有護卵行為。